# Нюди
Ню́ди (от мокш. нюди, эрз. нудей — тростник) — традиционный мокшанский и эрзянский народный духовой музыкальный инструмент с двумя игровыми трубками. Назывался также эрз. нудейть, мокш. нюдихть.
Изготавливался из двух скреплённых тростниковых трубок длиной около 20 см (иногда разной длины). С одной стороны каждой трубки делался надрез (язычок), а другими сторонами трубки вставлялись в берестяной конус или коровий рог. Трубки имели по три игровых отверстия. На одной из трубок исполнялась основная мелодия (мокш. «вяри вайгяль» — верхний голос), а на второй — сопровождающий её нижний, бурдонный голос (мокш. «алу вайгяль»).